# Thom Browne
Thom Browne (* 1965 in Allentown, Pennsylvania) ist ein US-amerikanischer Modedesigner, der 2001 eine nach ihm benannte Modemarke ins Leben rief und auch für andere Modehäuser als Designer arbeitete.

## Leben und Unternehmensgeschichte

### Jugend
Browne wurde als mittleres von sieben Kindern in eine katholische Rechtsanwaltsfamilie aus Pennsylvania geboren. Nach einem abgeschlossenen Studium der Wirtschaftswissenschaften an der University of Notre Dame zog Browne nach Los Angeles, um eine Schauspielerkarriere anzustreben, die allerdings nicht über Aufträge für Werbespots hinausging. Noch in L.A. hatte Browne damit begonnen, Herrenbekleidung aus Secondhandläden umzuschneidern und selbst zu tragen.

### Anfänge in New York
1997 siedelte Browne nach New York City über und arbeitete zunächst in der Verkaufsabteilung von Armani. 1999 wurde Browne, der nie eine Ausbildung im Fach Mode absolviert hat, von Club Monaco als Herrenmodedesigner angestellt, wo er bis 2001 blieb. Noch im gleichen Jahr entwarf er in Zusammenarbeit mit dem New Yorker Schneider Rocco Ciccarelli fünf graue Herrenanzüge, die er an Freunde und Bekannte verkaufte, mietete mit geliehenem Geld im Meatpacking District einen Showroom und entwickelte bis 2003 eine Herrenkollektion im obersten Preissegment. Betont schmale Schnitte im Stil der 1950er und 60er Jahre waren neben deutlich über den Handgelenken bzw. Fußknöcheln endenden, kurzen Ärmel- und Hosenlängen sowie dem dekorativen Einsatz von dreifarbig rot, weiß und blau gestreiften Bändern von Anfang an Brownes Markenzeichen. Letztere sind beispielsweise an seinen Anzugsjacken in der Nackengegend außen als dreifarbige Laschen angebracht. Zunächst hielten sich die Einkäufer der großen Modehäuser zurück, als jedoch Colette in Paris und Bergdorf Goodman in New York orderten, zogen spätestens 2004 andere Einzelhändler nach. 2003 gründete Browne das Unternehmen Thom Browne, Inc. und eröffnete in Manhattan ein eigenes Ladengeschäft. Seine Kollektionen zeigte er ab 2004 in Präsentationen bei der New York Fashion Week. 2005 gestaltete Browne die Garderobe von Ewan McGregor in dem Film Stay, nachdem der zuständige Kostümbildner Browne in Manhattan in einem seiner Anzüge gesehen hatte. Seine erste umfangreiche Laufsteg-Modenschau veranstaltete Browne Anfang 2007 für die Saison Herbst/Winter 2007 in New York.

### Kollaborationen und Ausbau der eigenen Marke

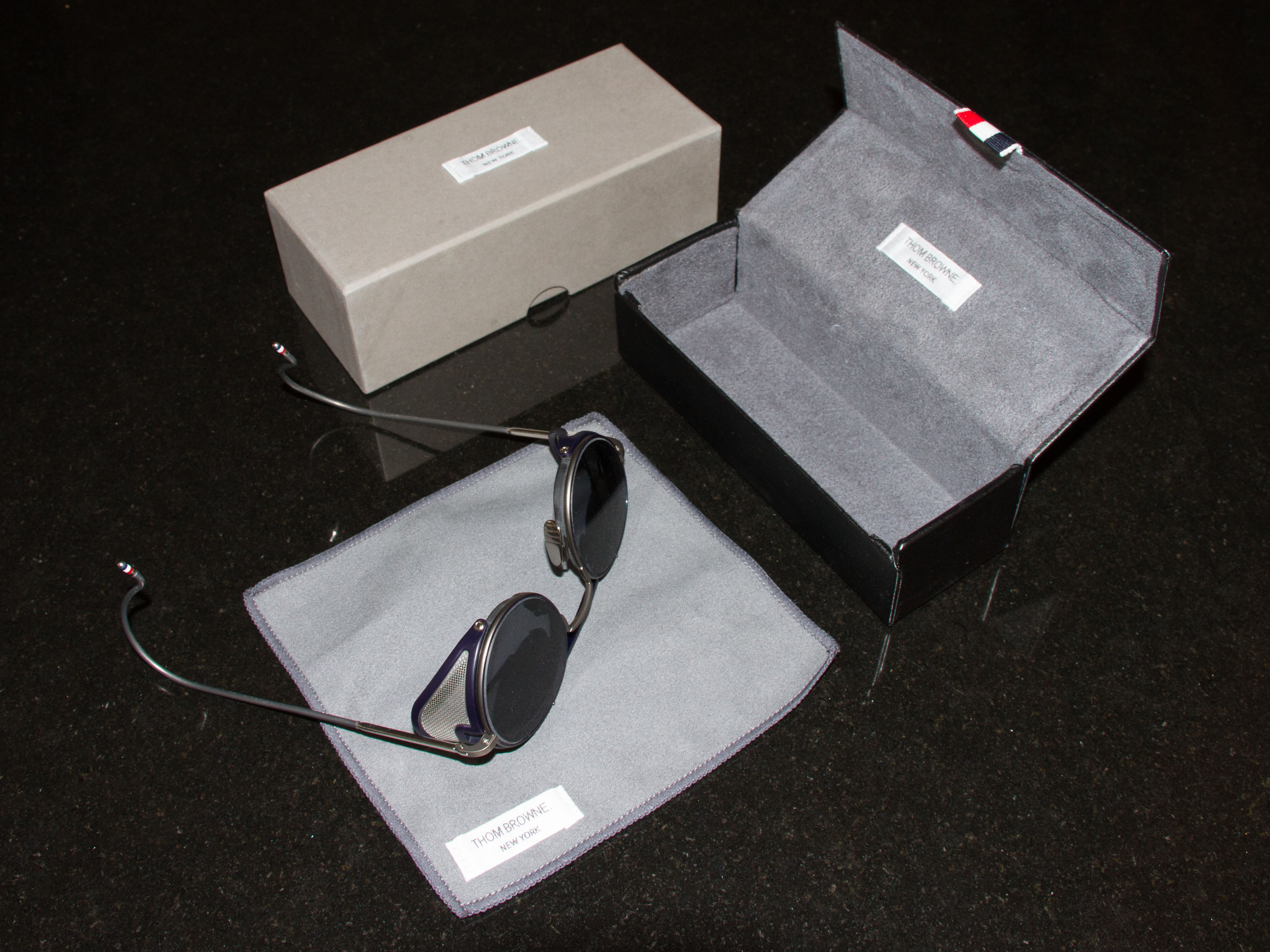
Thom Browne Sonnenbrille von 2013 mit Firmenlogo und dreifarbiger Lasche am Brillenetui

2006 ging Browne eine Zusammenarbeit mit Brooks Brothers ein und lancierte deren gehobene Black-Fleece-Kollektion für Damen und Herren, die Ende 2007 auf den Markt kam und bis Ende 2015 fortgeführt wurde. 2006 verlieh der Council of Fashion Designers of America (CFDA) Browne den Preis als „Herrenmode-Designer des Jahres“. 2007 ging Browne mit dem Edeljuwelier Harry Winston eine Zusammenarbeit über hochpreisigen Schmuck ein. Bis zur Herbst/Winter-Kollektion 2008 verwendete Browne drei parallele Streifen als Erkennungsmerkmal für seine Mode, beispielsweise an Oberteilen in Oberarmhöhe oder bei Hosen in Oberschenkelhöhe. Nach einer Auseinandersetzung mit Adidas, die drei parallele Streifen als Markenzeichen beanspruchen, fügte Browne einen vierten Streifen hinzu. 2008 verpflichtete das Modeunternehmen Moncler mit Sitz in Mailand Browne als Designer der Moncler-Gamme-Bleu-Kollektion für Herren, die Anfang 2009 im Rahmen der Mailänder Modewoche erstmals auf dem Laufsteg präsentiert und schließlich 2018 eingestellt wurde. 2007 kürte zunächst die deutsche und 2008 auch die amerikanische GQ Browne zum „Designer des Jahres“.
Spätestens 2009 wurde in der Presse berichtet, dass Browne kurz vor der Insolvenz stehe. Im April stellte Browne den Manager Josh Sparks als CEO an, und im August 2009 verkaufte Browne 20 % seines Unternehmens an die japanische Cross Co. (2011 umbenannt in Stripe International), ein Damenmodehersteller mit eigenen Ladengeschäften in Asien. Im Dezember 2009 erhöhte Cross Co. den Anteil auf 67 %, wodurch Browne neues Kapital zur Verfügung stand und die Geschäftsführung nach Tokio verlagert wurde. Noch 2009 lud die Pitti Immagine Browne als Gastdesigner nach Florenz ein. Mitte 2010 präsentierte Browne seine Herren-Kollektion erstmals bei der Paris Fashion Week, wo sie seither gezeigt wird. 2011 kam eine vollständige Damenkollektion zu Thom Brownes Sortiment hinzu, die seither bei der New York Fashion Week vorgeführt wird. Zu seinen Kundinnen gehört unter anderem Michelle Obama. Außerdem lancierte Browne eine Unisex-Sonnenbrillenkollektion. 2012 präsentierte Browne mit dem Modehaus Barneys New York die kurzlebige, jugendliche Thom-Grey-Kollektion für Herren. 2012 erhielt er den National Design Award des Cooper-Hewitt Smithsonian Design Museum, und 2013 verlieh ihm der CFDA erneut den Preis als „Herrenmode-Designer des Jahres“. Browne ist ein Bewunderer von Rei Kawakubo und deren Modemarke Comme des Garçons. Im Juni 2016 ehrte der CFDA Browne zum bislang dritten Mal mit der Auszeichnung „Herrenmode-Designer des Jahres“.
Im März 2016 übernahm die US-amerikanische Beteiligungsgesellschaft Sandbridge Capital die Mehrheit der Anteile an Thom Browne. Stripe International und Browne selbst blieben Minderheitsaktionäre. Im Juli 2018 kündigte Thom Browne eine dreijährige Partnerschaft mit dem FC Barcelona als offizieller Ausstatter der Spieler abseits des Spielfelds an. Im August 2018 übernahm die Zegna-Gruppe alle Anteile von Sandbridge Capital und Stripe International und hält seither 85 % am Unternehmen. Browne selbst ist im Besitz der übrigen 15 %. Für September 2019 wurde das erste eigenständige Parfüm des Hauses angekündigt, nachdem es bereits 2017 zwei limitierte Düfte (N°. 1 und N°. 2) von Thom Browne mit dem inzwischen geschlossenen Edelkaufhaus Colette in Paris gegeben hatte.
Ende 2015 existierten drei Thom-Browne-Ladengeschäfte: in Tribeca (seit 2006), Tokio (seit 2013) und Hongkong (seit 2015). Mitte 2018 waren es weltweit 31 eigene Ladengeschäfte. Darüber hinaus ist die Marke weltweit im gehobenen Einzelhandel vertreten. 2009 belief sich der Umsatz des Unternehmens auf geschätzte 6,3 Millionen Dollar. Die Damenmode steuerte Ende der 2010er Jahre 35 % des Umsatzes bei. Der Jahresumsatz des Unternehmens lag zu dieser Zeit laut Schätzungen bei ca. 120–150 Millionen Dollar.

### Privatleben
Brownes Lebenspartner ist Andrew Bolton, der als Kurator am Costume Institute des Metropolitan Museum of Art arbeitet. Im August 2015 wurden Browne und Bolton vom US-amerikanischen Magazin Vanity Fair in die International Best Dressed List aufgenommen. Brownes älterer Bruder Pat Browne (* 1963) ist seit 2005 für die Republikanische Partei Senator im Senat von Pennsylvania. Browne ist seit 2015 der Besitzer eines Rauhaardackels namens Hector, welcher ab 2016 unter anderem für Handtaschen in Dackelform Modell stand und für welchen Browne ein eigenes Instagram-Konto führt.

## Kollektionen
aktuelle Kollektionen:
- Thom Browne – Herrenkollektion im obersten Preissegment, seit 2003, vorgestellt bei den Pariser Modewochen

- Thom Browne – Damenkollektion im obersten Preissegment, seit 2011, vorgestellt bei der New York Fashion Week

ehemalige Kollektionen:
- Thom Grey – hochpreisige, jugendliche Sportswear-Kollektion für Herren in Zusammenarbeit mit Barneys New York, von 2012 bis 2013

- Moncler Gamme Bleu – Herrenkollektion im obersten Preissegment, 2009 lanciert, vorgestellt bei der Mailänder Modewoche, 2018 eingestellt

- Black Fleece by Brooks Brothers – Herrenkollektion im oberen Preissegment, von 2007 bis 2015

- Black Fleece by Brooks Brothers – Damenkollektion im oberen Preissegment, von 2007 bis 2015